# Schifffahrt und Technik
Schifffahrt, Hafen, Bahn und Technik, kurz Schifffahrt und Technik (SUT), ist eine Fachzeitschrift für den intermodalen Verkehr und gehört zu den Schifffahrtsfachzeitschriften in Europa.
Sie wurde bis zum 31. Dezember 2021 von der Schifffahrt und Technik Verlags-GmbH (kurz SUT) herausgegeben und behandelt Themen um den Binnenverkehr, wie Verkehrspolitik, technische Entwicklungen und Innovationen. Eine Besonderheit der Zeitschrift sind die Beiträge Regio Spezial. Pro Ausgabe wird eine Region ausgewählt, durch Redaktionsreisen erkundet und daraufhin in der Zeitschrift vorgestellt.
Die SUT hatte ihren Sitz vormals in Sankt Augustin und ist jetzt bei der TECVIA GmbH angesiedelt. Sie erscheint achtmal im Jahr und ist auch als E-Paper verfügbar.

## Geschichte

### Gründung im Verlag Krüpfganz
Gegründet wurde Schiffahrt und Technik (SUT) im Jahr 1982 von den Verlegern Rüdiger Krüpfganz (Redaktion und Anzeigen) und Alfred Jüngling (Gestaltung und Layout) als Fachzeitung für die Binnenschifffahrt. Sie war von Anfang an international ausgerichtet, sodass schon 1983 ein Bericht über die internationale Binnenschifffahrtsmesse in Moskau erschien. 
Schnell erweiterte sich das Themenspektrum über den Themenschwerpunkt „Schiffstechnik“ hinaus in Richtung Seeschifffahrt und Hafenwirtschaft. 
Ab 1986 war der gelernte Jurist Rüdiger Krüpfganz alleine für die Zeitschrift verantwortlich. Krüpfganz zeigte sich von Kind an schifffahrtsinteressiert und war seit Gründung der Motor beim Aufbau und der Ausbreitung von Schiffahrt und Technik im deutschsprachigen Leseraum. Bei seinen vielfältigen Kontakten in das „maritime“ Ausland halfen Krüpfganz die Beherrschung von sechs Sprachen und sein in dritter Generation erworbenes fundiertes Fachwissen. Rüdiger Krüpfganz verstarb am 26. Mai 1998 im vierundvierzigsten Lebensjahr.

### Wechsel zum Verlag Dr. Neufang
Der Verlag Dr. Neufang/Th. Mann in Gelsenkirchen war bereits seit einigen Jahren für den Druck von Schiffahrt und Technik verantwortlich und übernahm den Verlag Krüpfganz im Juni 1998. Corina Pommer übernahm die Chefredaktion im Juni 1998, gefolgt von Andreas Fröning ab Januar 2000 bis März 2001. Hans-Wilhelm Dünner, der die Zeitschrift seit deren Gründung in verschiedenen Funktionen begleitet, übernahm im April 2001 die Chefredaktion und verantwortet seither die Erweiterung von Themenspektrum und Fachredaktion.

### Schiffahrt und Technik bei der Verlags GmbH, St. Augustin
Seit dem 1. März 2003 erscheint Schiffahrt und Technik in der SUT Schifffahrt und Technik Verlags-GmbH, St. Augustin. Alleingesellschafter ist Hans-Wilhelm Dünner.

### Umbenennung zuSchiffahrt, Hafen, Bahn und Technik
Seit dem 1. Januar 2005 erscheint die Fachzeitschrift unter dem neuen Titel Schiffahrt, Hafen, Bahn und Technik mit dem Untertitel „Magazin für intermodalen Transport und Logistik“. Die Hinzunahme der Begriffe „Hafen“ und „Bahn“ in den Zeitungstitel trägt der rasanten Entwicklung der See- und Binnenhäfen als intermodale Schnittpunkte zwischen den Verkehrsträgern Rechnung, die mit der Liberalisierung der Eisenbahnmärkte und der Übernahme von „Güterbahnhofsfunktionen“ durch die Häfen für private Bahnbetreiber eingesetzt hat. Viele Häfen sind auch selbst Bahnbetreiber und haben ihre Marktaktivitäten von regionalen Nahverkehrsdiensten auf Langstreckenverkehre ausgedehnt. Das überproportionale Wachstum des Containerverkehrs und die wachsende Bedeutung der Binnenhäfen und Bahnterminals als multimodale Dienstleister der europäischen Seehäfen im Hinterland wird in dem seit der Ausgabe 1/2005 regelmäßig erscheinenden „Containerticker“ nachgezeichnet.
Seit November 2006 wird die Auflage von Schiffahrt und Technik durch die Informationsgemeinschaft zur Verbreitung von Werbeträgern e. V. (IVW) laufend geprüft und veröffentlicht. Die IVW Statistik 3/2014 weist eine durchschnittliche Druckauflage von 4.550 Exemplaren und eine verbreitete Auflage von 4.515 Exemplaren bei 772 Exemplaren Auslandsversand aus. Seit 2008 ist Schiffahrt und Technik auch als E-Paper verfügbar. SUT zählt damit zur Spitzengruppe der Schifffahrtsfachzeitschriften in Europa.
Seit 2014 erscheint SUT mit dem Untertitel „Logistik + Transport Intermodal“ und mit einem neuen modernisierten Layout. Mehr als 40 Korrespondenten in ganz Europa tragen zum seither deutlich gewachsenen Heftumfang bei. Immer häufiger erscheinen einzelne Fachartikel auch in englischer Sprache, da das Interesse am redaktionellen Konzept des Fachmagazins im Ausland stark zugenommen hat. 
2018 löste Martin Heying  Hans-Wilhelm Dünner in seiner Aufgabe als Chefredakteur ab und war seit Mai 2018 neuer Chefredakteur der SUT. Dünner konzentrierte sich seitdem auf seine Aufgaben als herausgebender Geschäftsführer.

### Verkauf und Umbenennung
Seit dem 1. Januar 2022 erscheint das Magazin unter dem Titel SUT – Schifffahrt und Technik (Untertitel: Intermodaler Verkehr, Hafen, Bahn) bei der Springer Fachmedien München GmbH, die inzwischen zur TECVIA GmbH umfirmiert ist. Sitz des Unternehmens ist weiterhin München. Dünner ist weiterhin als Berater für das Medium tätig. Heying führte das Fachmagazin als leitender Redakteur noch bis zum Juni 2024, danach übernahm Sarah Kuhn diese Position.